# Norm show
Norm show (engelska: The Norm Show) är en amerikansk situationskomedi som sändes på TV-kanalen ABC 1999-2001. I Sverige sändes Norm show för första gången på SVT1 år 2000, med repris 2002.

## Rollista i urval
- Norm Henderson - Norm Macdonald
- Laurie Freeman - Laurie Metcalf
- Danny Sanchez - Ian Gomez
- Taylor Clayton - Nikki Cox
- Molly Carver - Amy Wilson (säsong 1)
- Anthony Curtis - Bruce Jarchow (säsong 1)
- Max Denby - Max Wright
- Artie Henderson - Artie Lange
- Shelly Kilmartin - Faith Ford
- Hyresvärdinna - Patricia Belcher
- Jenny - Kate Walsh
- Harry, Dannys far - Jack Warden
- Wiener Dog